# تراموا براندنبورگ آن در هافل
تراموا براندنبورگ آن در هافل (آلمانی: Straßenbahnnetz Brandenburg an der Havel) سیستم تراموا در شهر براندنبورگ آن در هافل، آلمان است.
این تراموا که در سال ۱۸۹۷ با نیروی حرکتی اسب تأسیس و در سال ۱۹۱۱ برقی شده‌است، تراموا براندنبورگ دارای ۴ خط و ۱۷٫۶۵ کیلومتر طول است.

## نگارخانه

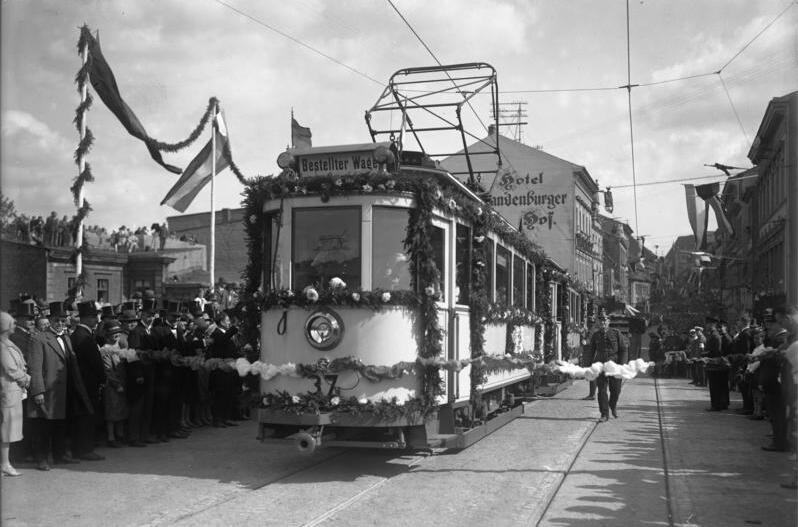
۱۹۲۹
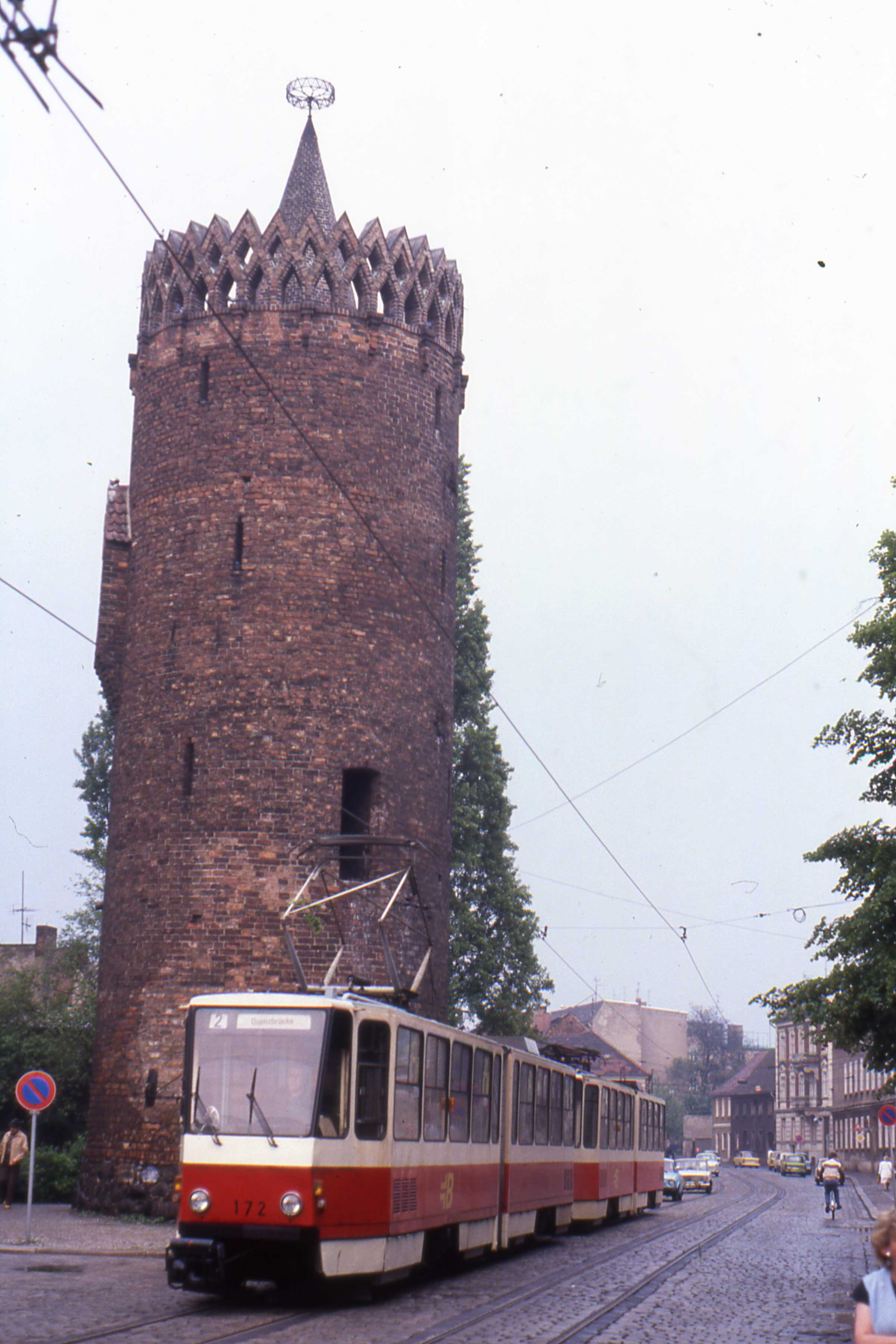
۱۹۹۰
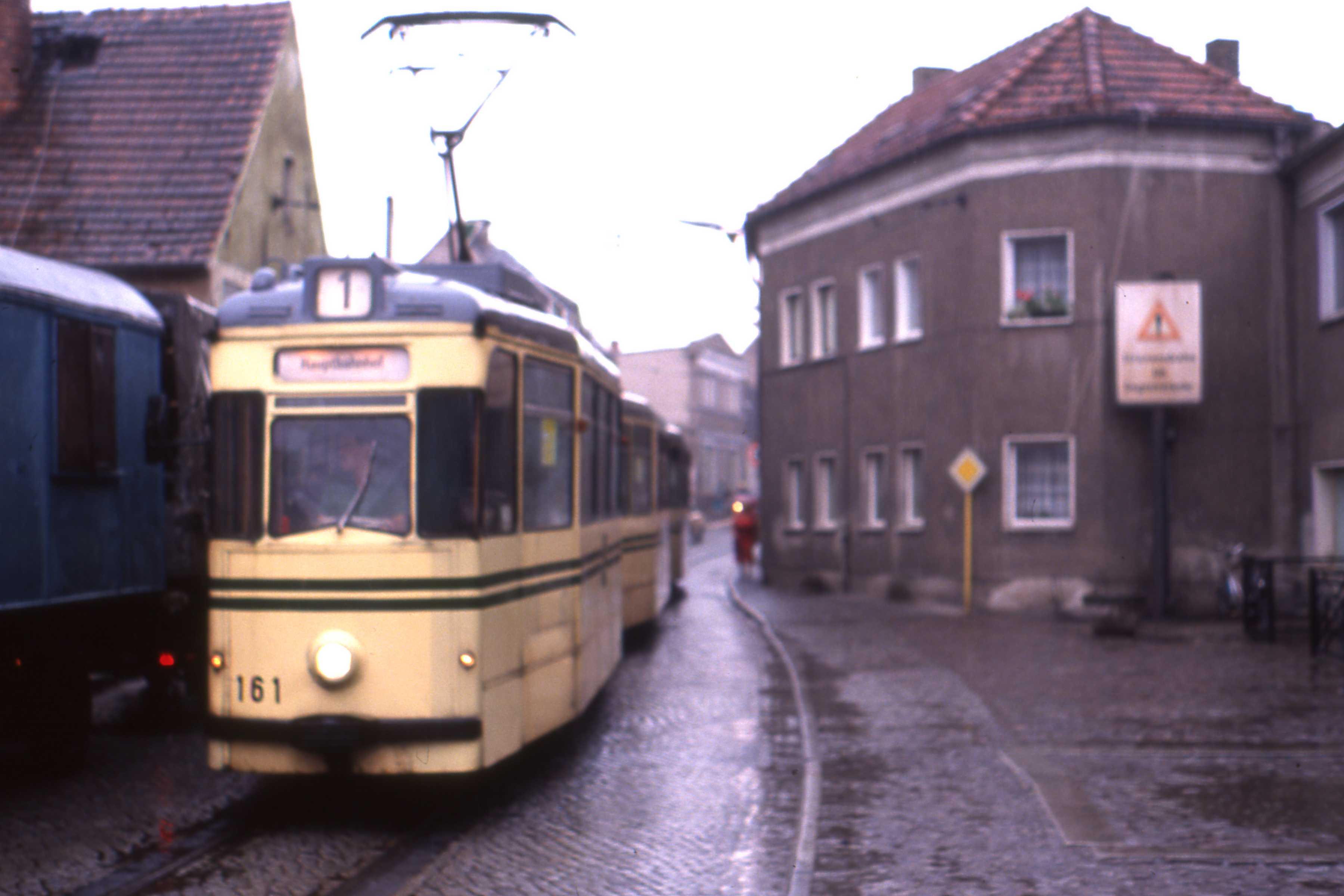
۱۹۹۰
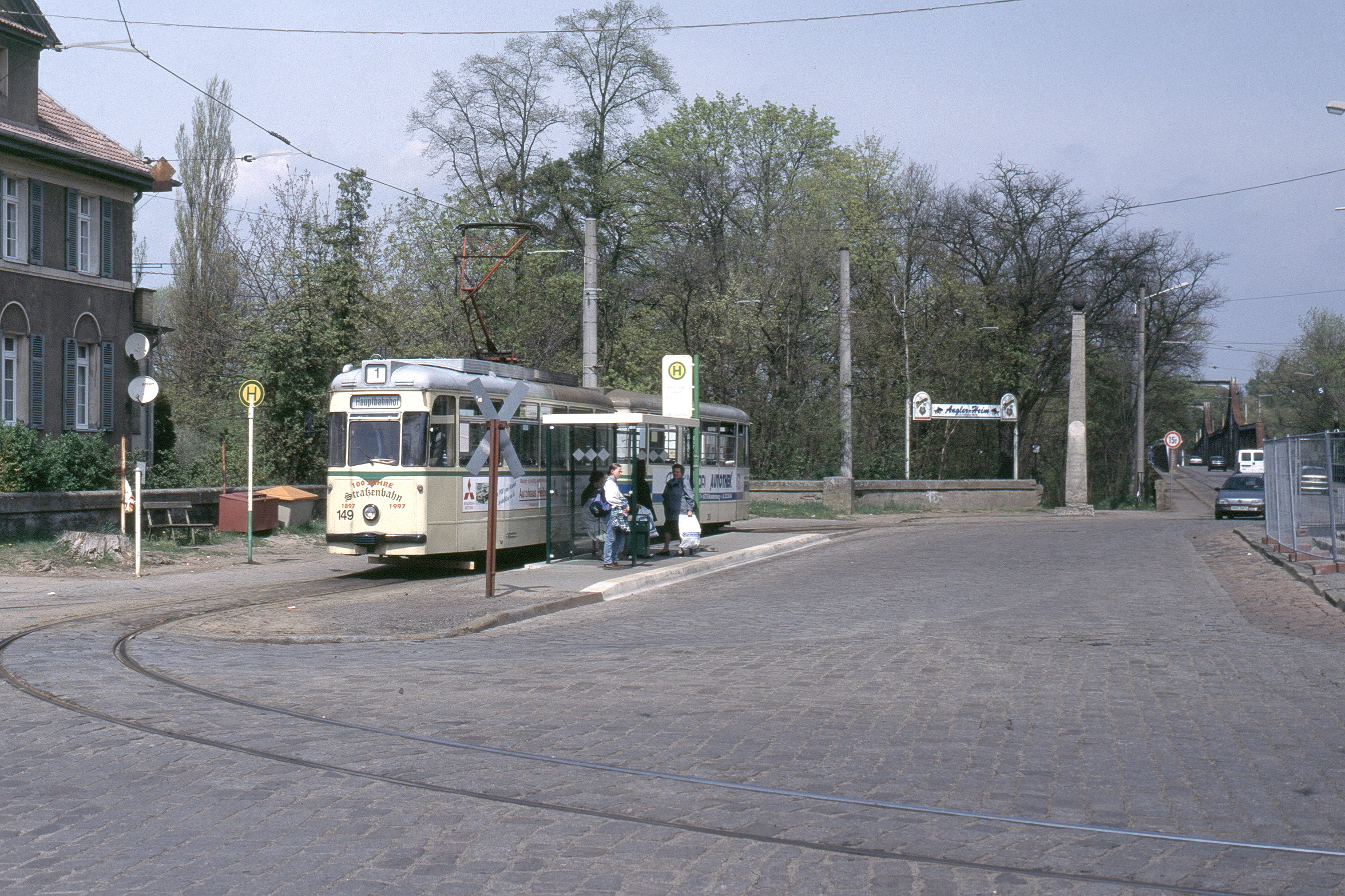
۱۹۹۷
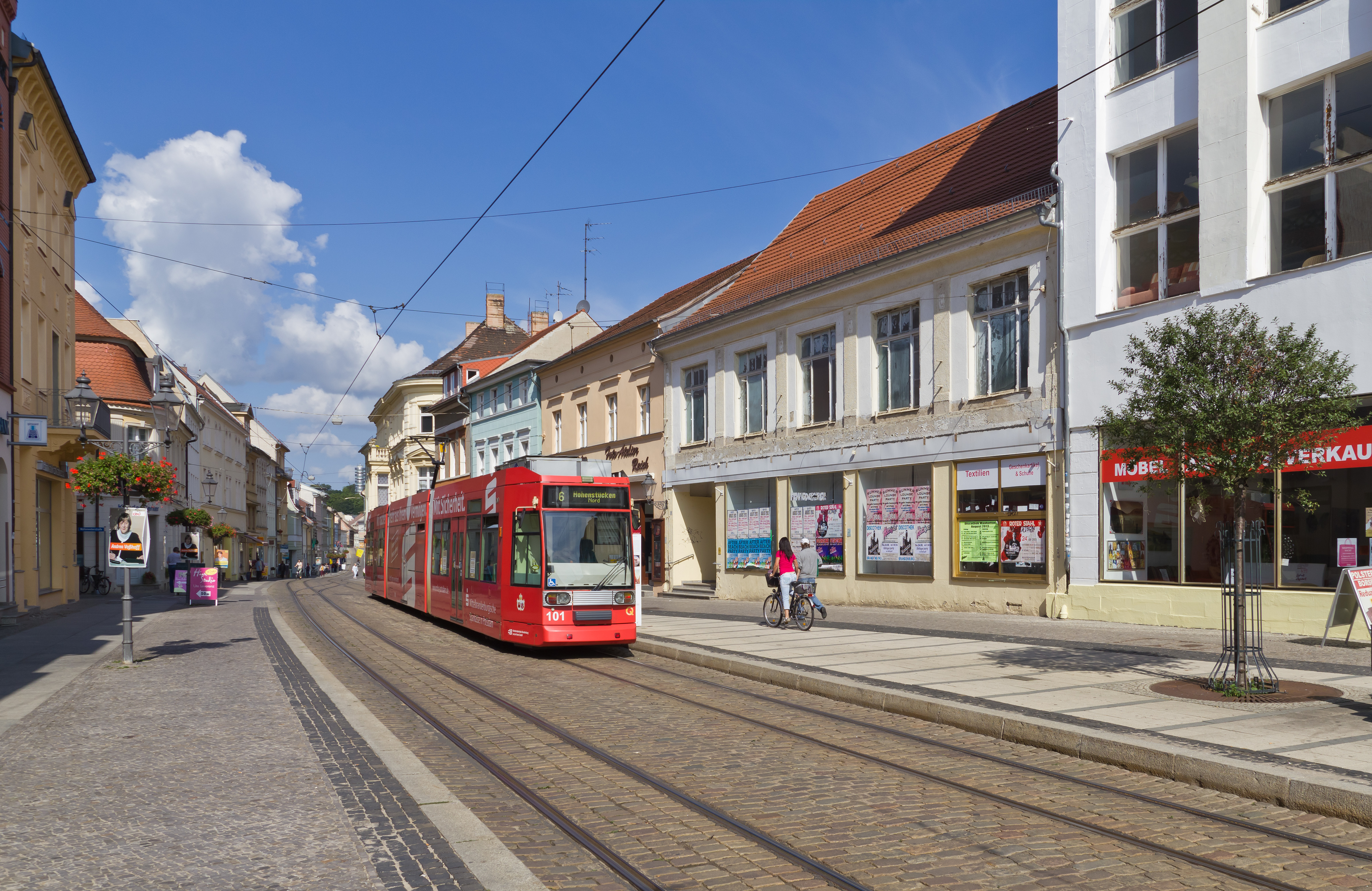
۲۰۱۳